# Tanyá
Tanyá es una localidad, comisaría del municipio de Motul en el estado de Yucatán localizado en el sureste de México.

## Toponimia
El nombre (Tanyá) proviene del idioma maya.

## Demografía
Según el censo de 2010 realizado por el INEGI, la población de la localidad era de 779 habitantes, de los cuales 457 eran hombres y 422 eran mujeres.
| 92                          | 43 | 186 | 179 | 191 | 261 | 298 | 384 | 497 | 679 | 686 | 715 | 734 | 779 |
| (Fuente: INEGI [Consultar]) |    |     |     |     |     |     |     |     |     |     |     |     |     |

## Galería

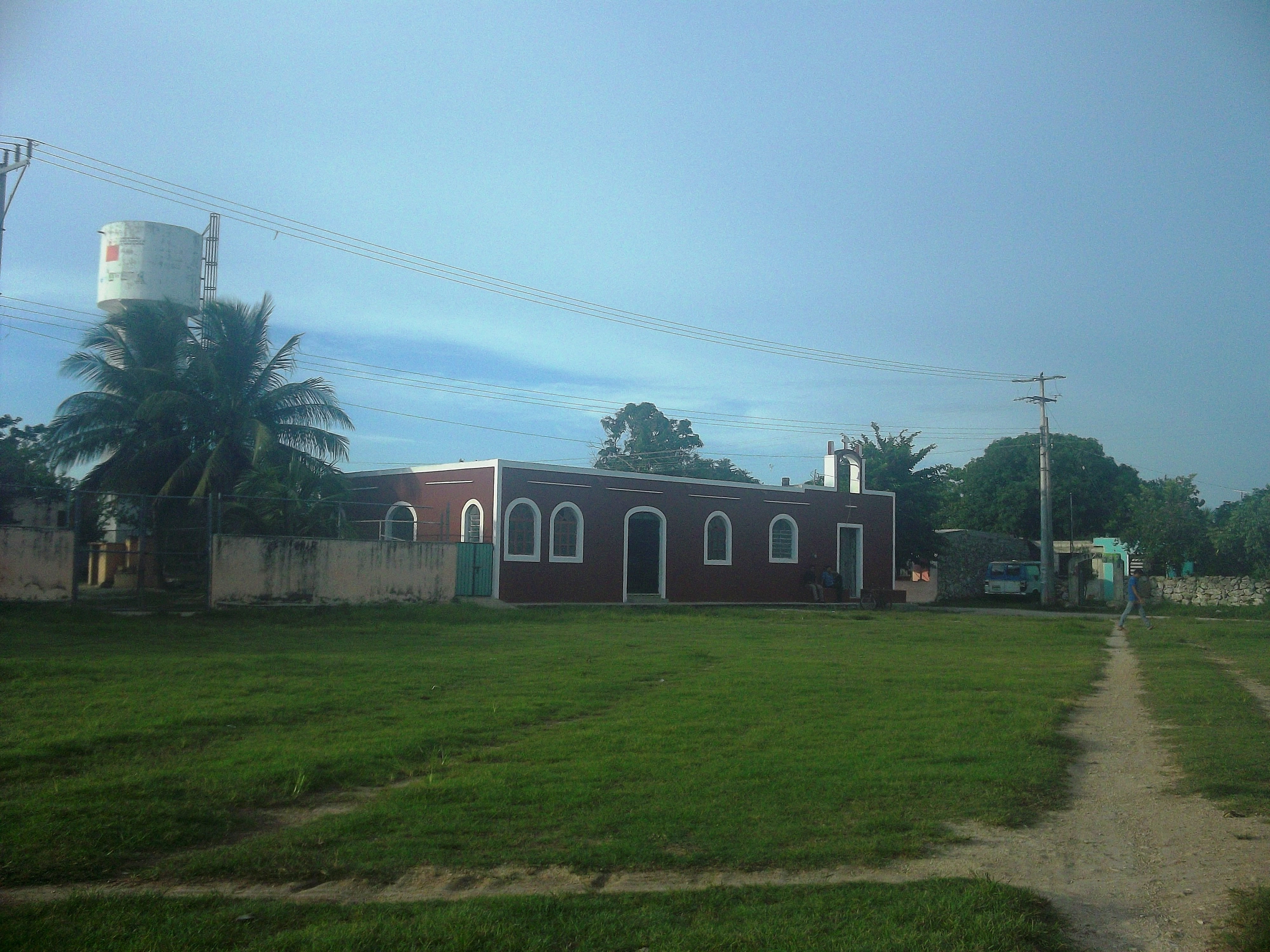
Iglesia principal de Tanyá.